# U.S. Alta Vallagarina
Hoa Kỳ Alta Vallagarina là một câu lạc bộ bóng đá Ý nằm ở Volano, Trentino-Alto Adige / Südtirol. Màu sắc của đội là đỏ và xanh.
Alta Vallagarina được thành lập vào năm 2001 từ sự hợp nhất của US Calliano và US Volano, bắt đầu từ Prima Cargetoria. Vào năm thứ hai, họ được thăng hạng Promozione với tư cách là nhà vô địch của bảng C. Sau ba năm ở Promozione, câu lạc bộ đã được thăng hạng lên Eccellenza sau mùa giải 2005-06. Điều này đã được tiếp nối với lần thăng hạng khác, đến Serie D, sau khi hoàn thành ở vị trí đầu tiên trong Eccellenza Trentino-Alto Adige / Südtirol.